# España en los Juegos Olímpicos de Atlanta 1996
España estuvo representada en los Juegos Olímpicos de Atlanta 1996 por una delegación de 292 deportistas (197 hombres y 95 mujeres) que participaron en 19 deportes. El portador de la bandera en la ceremonia de apertura fue el regatista Luis Doreste Blanco.
Responsable del equipo olímpico fue el Comité Olímpico Español (COE), así como las federaciones deportivas nacionales de cada deporte con participación.

## Medallas
El equipo olímpico español consiguió durante los Juegos las siguientes medallas:
| Nombre | Deporte             | Competición                     | Fecha       |
| --- | ------------------- | ------------------------------- | ----------- |
| Oro |                     |                                 |             |
| Miguel Indurain | Ciclismo en ruta    | Contrarreloj individual         | 3 de agosto |
| Lorena Guréndez García Estíbaliz Martínez Yerro Tania Lamarca Celada Estela Giménez Cid Nuria Cabanillas Provencio Marta Baldó Marín | Gimnasia rítmica    | Concurso completo por conjuntos | 2 de agosto |
| Equipo | Waterpolo           | Torneo masculino                | 28 de julio |
| Theresa Zabell Begoña Vía-Dufresne                                                                                                   | Vela                | 470                             | 24 de julio |
| Fernando León Boissier José Luis Ballester                                                                                           | Vela                | Tornado                         | 23 de julio |
| Plata |                     |                                 |             |
| Fermín Cacho Ruiz | Atletismo           | 1500 m                          | 3 de agosto |
| Abraham Olano Manzano | Ciclismo en ruta    | Contrarreloj individual         | 3 de agosto |
| Equipo | Hockey sobre hierba | Torneo masculino                | 2 de agosto |
| Ernesto Pérez Lobo | Judo                | –100 kg                         | 20 de julio |
| Sergi Bruguera | Tenis               | Individual masculino            | 3 de agosto |
| Arantxa Sánchez Vicario | Tenis               | Individual femenino             | 2 de agosto |
| Bronce |                     |                                 |             |
| Valentí Massana | Atletismo           | 50 km marcha                    | 2 de agosto |
| Equipo | Balonmano           | Torneo masculino                | 4 de agosto |
| Rafael Lozano Muñoz | Boxeo               | Minimosca (48 kg)               | 1 de agosto |
| Yolanda Soler Grajera | Judo                | –48 kg                          | 26 de julio |
| Isabel Fernández Gutiérrez | Judo                | –57 kg                          | 24 de julio |
| Conchita Martínez Arantxa Sánchez Vicario                                                                                            | Tenis               | Dobles femenino                 | 1 de agosto |

### Por deporte
| Evento              | Oro | Plata | Bronce | Total |
| ------------------- | --- | ----- | ------ | ----- |
| Atletismo           | 0   | 1     | 1      | 2     |
| Balonmano           | 0   | 0     | 1      | 1     |
| Boxeo               | 0   | 0     | 1      | 1     |
| Ciclismo            | 1   | 1     | 0      | 2     |
| Gimnasia rítmica    | 1   | 0     | 0      | 1     |
| Hockey sobre hierba | 0   | 1     | 0      | 1     |
| Judo                | 0   | 1     | 2      | 3     |
| Tenis               | 0   | 2     | 1      | 3     |
| Vela                | 2   | 0     | 0      | 2     |
| Waterpolo           | 1   | 0     | 0      | 1     |
| TOTAL               | 5   | 6     | 6      | 17    |

## Diplomas olímpicos
En total se consiguieron 36 diplomas olímpicos en diversos deportes, de estos 4 correspondieron a diploma de cuarto puesto, 10 de quinto, 8 de sexto, 10 de séptimo y 4 de octavo.
| Nombre | Deporte             | Competición                    | Fecha       |
| --- | ------------------- | ------------------------------ | ----------- |
| 4.° |                     |                                |             |
| Martín Fiz | Atletismo           | Maratón                        | 4 de agosto |
| Martín López-Zubero | Natación            | 100 m espalda                  | 23 de julio |
| José María de Marco Juan Carlos Sáez Bernardos | Remo                | Doble scull ligero (LM2x)      | 28 de julio |
| Jordi González Rodríguez | Tiro                | Rifle en posición tendida 50 m | 25 de julio |
| 5.° |                     |                                |             |
| Rocío Ríos Pérez | Atletismo           | Maratón                        | 28 de julio |
| Juan Martínez Oliver | Ciclismo en pista   | Persecución individual         | 26 de julio |
| Juan Martínez Oliver Joan Llaneras Adolfo Alperi Plaza Santos González Capilla                                                                    | Ciclismo en pista   | Persecución por equipos        | 27 de julio |
| Fernando Javier Sarasola (Ennio) Rutherford Latham (Sourire d'Aze) Alexandre Jordá Candelas (Hernando du Sablon) Pedro Sánchez Alemán (Riccarda)  | Hípica              | Saltos por equipos             | 1 de agosto |
| Almudena Muñoz Martínez | Judo                | –52 kg                         | 25 de julio |
| Agustín Calderón Díez | Piragüismo          | K1 1000 m                      | 3 de agosto |
| Gregorio Vicente Hernández Miguel García Fernández Jovino González Comesaña Emilio Merchán Alonso                                                 | Piragüismo          | K4 1000 m                      | 3 de agosto |
| Conchita Martínez | Tenis               | Femenino individual            | 29 de julio |
| Sergi Bruguera Tomás Carbonell | Tenis               | Dobles masculino               | 29 de julio |
| Francisco Javier Bosma Sixto Jiménez Galán | Vóley playa         | Torneo masculino               | 27 de julio |
| 6.° |                     |                                |             |
| Melchor Mauri | Ciclismo en ruta    | Ruta                           | 31 de julio |
| Joan Llaneras | Ciclismo en pista   | Carrera por puntos             | 28 de julio |
| Antonio García Hernández Fernando Medina Martínez Raúl Peinador de Isidro                                                                         | Esgrima             | Sable por equipos              | 24 de julio |
| Equipo | Fútbol              | Torneo masculino               | 27 de julio |
| Martín López-Zubero | Natación            | 200 m espalda                  | 26 de julio |
| Miguel García Fernández | Piragüismo          | K1 500 m                       | 4 de agosto |
| Beatriz Manchón Portillo Izaskun Aramburu | Piragüismo          | K2 500 m                       | 4 de agosto |
| Beatriz Manchón Portillo Izaskun Aramburu Ana María Penas Belén Sánchez Jiménez                                                                   | Piragüismo          | K4 500 m                       | 3 de agosto |
| 7.° |                     |                                |             |
| Enrique Molina Vargas | Atletismo           | 5000 m                         | 3 de agosto |
| Rafael Soto Andrade (Invasor) Beatriz Ferrer-Salat (Brillant) Juan Matute Azpitarte (Hermes) Ignacio Rambla Algarín (Evento)                      | Hípica              | Doma por equipos               | 27 de julio |
| Óscar Fernández Albarracín César González Llorens Raúl Maroto López                                                                               | Esgrima             | por equipos                    | 23 de julio |
| Jesús Carballo | Gimnasia artística  | Barra fija                     | 29 de julio |
| Mónica Martín Cid Joana Júarez Roura Mercedes Pacheco del Barrio Diana Plaza Martín Elisabeth Valle Romero Gemma Paz Ortega Verónica Castro Gómez | Gimnasia artística  | Concurso por equipos           | 23 de julio |
| Sara Álvarez Menéndez | Judo                | –61 kg                         | 23 de julio |
| Lourdes Becerra | Natación            | 400 m estilos                  | 20 de julio |
| José Alfredo Bea Oleg Shelestenko | Piragüismo          | C2 500 m                       | 4 de agosto |
| José María van der Ploeg | Vela                | Finn                           | 29 de julio |
| José Luis Doreste Blanco Francisco Javier Hermida                                                                                                 | Vela                | Star                           | 29 de julio |
| 8.° |                     |                                |             |
| Luis Álvarez de Cervera (Pico's Nippur) Santiago Centenera Samper (Just Dixon) Javier Revuelta del Peral (Toby) Enrique Sarasola (New Venture)    | Hípica              | Concurso completo por equipos  | 26 de julio |
| Equipo | Hockey sobre hierba | Torneo femenino                | 30 de julio |
| José Alfredo Bea Oleg Shelestenko | Piragüismo          | C2 1000 m                      | 3 de agosto |
| Luis Doreste Blanco David Vera San Luis Domingo José Manrique                                                                                     | Vela                | Soling                         | 2 de agosto |

## Participantes por deporte
De los 26 deportes (34 disciplinas) reconocidos por el COI en los Juegos Olímpicos de verano, se contó con representación española en 19 deportes (25 disciplinas): en bádminton, baloncesto, béisbol, lucha, pentatlón moderno, sóftbol y tenis de mesa no se obtuvo la clasificación.
| N.º | Deporte                        | H   | M  | T   |
| 1   | Atletismo                      | 40  | 17 | 57  |
| 2   | Bádminton                      | 0   | 0  | 0   |
| 3   | Baloncesto                     | 0   | 0  | 0   |
| 4   | Balonmano                      | 16  | 0  | 16  |
| 5   | Béisbol                        | 0   | –  | 0   |
| 6   | Boxeo                          | 1   | –  | 1   |
| 7   | Ciclismo en ruta               | 5   | 2  | 7   |
| 7   | Ciclismo en pista              | 6   | 1  | 7   |
| 7   | Ciclismo de montaña            | 2   | 2  | 4   |
| 8   | Esgrima                        | 9   | 2  | 11  |
| 9   | Fútbol                         | 18  | 0  | 18  |
| 10  | Gimnasia artística             | 1   | 7  | 8   |
| 10  | Gimnasia rítmica               | –   | 8  | 8   |
| 11  | Halterofilia                   | 1   | –  | 1   |
| 12  | Hípica                         | 12  | 1  | 13  |
| 13  | Hockey                         | 16  | 16 | 32  |
| 14  | Judo                           | 4   | 5  | 9   |
| 15  | Lucha                          | 0   | –  | 0   |
| 16  | Natación                       | 6   | 12 | 18  |
| 16  | Natación sincronizada          | –   | 0  | 0   |
| 16  | Saltos                         | 3   | 2  | 5   |
| 16  | Waterpolo                      | 13  | –  | 13  |
| 17  | Pentatlón moderno              | 0   | –  | 0   |
| 18  | Piragüismo en aguas tranquilas | 10  | 4  | 14  |
| 18  | Piragüismo en eslalon          | 3   | 2  | 5   |
| 19  | Remo                           | 8   | 3  | 11  |
| 20  | Sóftbol                        | –   | 0  | 0   |
| 21  | Tenis                          | 4   | 3  | 7   |
| 22  | Tenis de mesa                  | 0   | 0  | 0   |
| 23  | Tiro                           | 2   | 4  | 6   |
| 24  | Tiro con arco                  | 1   | 0  | 1   |
| 25  | Vela                           | 12  | 4  | 16  |
| 26  | Voleibol                       | 0   | 0  | 0   |
| 26  | Vóley playa                    | 4   | 0  | 4   |
|     | TOTAL                          | 197 | 95 | 292 |